# Нгава
32°54′18″ пн. ш. 101°42′07″ сх. д. / 32.90502° пн. ш. 101.70192° сх. д.
Нгава (кит. 阿坝县, пін. Ābà Xiàn, трансліт. Ngawa) — один із повітів КНР у складі Нгава-Тибетсько-Цянської автономної префектури, провінція Сичуань. Адміністративний центр — містечко Нгава.

## Географія
Нгава розташовується на сході Тибетського плато (регіон Кхам, перепад висот у діапазоні від 2936 до 5154 метрів над рівнем моря), лежить на північний захід від Цюнлайшаню на річках Марког і Нгава, що формують Дадухе. Хуанхе слугує кордоном для незначної частини північного виступу Нгави.

### Клімат
Повіт лежить у зоні, котра характеризується вологим континентальним кліматом з теплим літом. Найтепліший місяць — липень із середньою температурою 13,4 °C. Найхолодніший місяць — січень, із середньою температурою -6,3 °С.
| Клімат повіту Нгава                                | Клімат повіту Нгава | Клімат повіту Нгава | Клімат повіту Нгава | Клімат повіту Нгава | Клімат повіту Нгава | Клімат повіту Нгава | Клімат повіту Нгава | Клімат повіту Нгава | Клімат повіту Нгава | Клімат повіту Нгава | Клімат повіту Нгава | Клімат повіту Нгава | Клімат повіту Нгава |
| Показник                                           | Січ.                | Лют.                | Бер.                | Квіт.               | Трав.               | Черв.               | Лип.                | Серп.               | Вер.                | Жовт.               | Лист.               | Груд.               | Рік                 |
| Середній максимум, °C                              | 4,5                 | 7                   | 10                  | 13,8                | 16,3                | 18,2                | 20,4                | 20,4                | 17,8                | 13                  | 8,9                 | 5,2                 | 13                  |
| Середня температура, °C                            | −6,3                | −3                  | 1,2                 | 5,5                 | 8,8                 | 11,7                | 13,4                | 12,9                | 10,3                | 5,2                 | −0,8                | −5,5                | 4,5                 |
| Середній мінімум, °C                               | −14,2               | −10,7               | −5,4                | −1,1                | 2,9                 | 6,7                 | 8                   | 7,3                 | 5,3                 | 0,2                 | −7,2                | −12,7               | −1,7                |
| Норма опадів, мм                                   | 4.9                 | 9.5                 | 22.9                | 36.1                | 96.9                | 139.8               | 120.6               | 108                 | 108.5               | 60.7                | 8.1                 | 2.9                 | 718.6               |
| Вологість повітря, %                               | 55                  | 54                  | 58                  | 60                  | 63                  | 72                  | 75                  | 75                  | 75                  | 73                  | 64                  | 58                  | 65                  |
| -------------------------------------------------- | ------------------- | ------------------- | ------------------- | ------------------- | ------------------- | ------------------- | ------------------- | ------------------- | ------------------- | ------------------- | ------------------- | ------------------- | ------------------- |
| Джерело: Дані метеостанції №56171 (КНР, 1991-2020) |                     |                     |                     |                     |                     |                     |                     |                     |                     |                     |                     |                     |                     |